# Elvira Mörtstrand
Elvira Therese Elisabeth Mörtstrand, född 15 mars 2003, är en svensk simmare. Hon tävlar för Västerås SS.

## Karriär
I november 2019 vid kortbane-SM i Eskilstuna var Mörtstrand en del av Västerås Simsällskaps kapplag som tog brons på 4×100 meter medley. I november 2021 vid kortbane-SM i Stockholm tog Mörtstrand två JSM-silver på 100 meter frisim (delat med Kristina Orban) och på 200 meter frisim.
I juni och juli 2022 vid långbane-SM i Linköping tog Mörtstrand brons på 100 meter frisim samt guld på 4×100 meter medley tävlande för en kombination mellan Västerås Simsällskap och Örebro Simallians. Junior-SM hölls samtidigt och där tog hon guld på 50 meter fjärilsim samt silver på 50, 100 och 200 meter frisim. I juli 2022 blev Mörtstrand sedan uttagen till EM i Rom. Följande månad vid EM var hon en del av Sveriges kapplag tillsammans med Sofia Åstedt, Hanna Bergman och Alicia Lundblad som slutade på åttonde plats i finalen på 4×200 meter frisim. Hon tävlade även individuellt på 200 meter frisim, men tog sig inte vidare från försöksheatet.
I november 2022 vid kortbane-SM i Stockholm tog Mörtstrand brons på 100 och 400 meter frisim. I junior-SM som arrangerades samtidigt tog hon silver på 50 och 100 meter frisim samt brons på 200 och 400 meter frisim.
Vid långbane-SM 2023 i Umeå tog Mörtstrand fyra silver på 50, 100 och 200 meter frisim samt 4×100 meter mixed medley.